# Hải quân Đức
Hải quân Đức (Deutsche Marine (listenⓘ) là lực lượng hải quân của Cộng hòa Liên bang Đức và là một bộ phận của Lực lượng Vũ trang Đức (Bundeswehr).

## Lịch sử hình thành
Lực lượng Hải quân Đức bắt nguồn từ lực lượng Hạm đội Hoàng gia (Reichsflotte) của thời kỳ cách mạng châu Âu 1848-1852 và sau đó sáp nhập vào Hải quân Phổ (Preußische Marine), phát triển thành lực lượng hải quân của Liên bang Bắc Đức (Norddeutsche Bundesmarine, 1866-1871), rồi trở thành Hải quân Đế quốc (Kaiserliche Marine, 1872-1918). Từ 1919-1921, sau Chiến tranh thế giới thứ nhất, lực lượng hải quân của Đức bị giải thể về danh nghĩa và phần còn lại có tên gọi lực lượng Dự bị Hải quân Hoàng gia (Vorläufige Reichsmarine), hoặc được gọi ngắn gọn là Reichsmarine. Trong giai đoạn phục hồi và trong Chiến tranh thế giới thứ hai (1935-1945), dưới quyền lãnh đạo của chính quyền Quốc xã, lực lượng Hải quân Đức có tên gọi là Kriegsmarine (mà ta vẫn quen gọi là Hải quân Đức Quốc xã).
Từ 1945-1956, Kriegsmarine bị giải thể. Tuy nhiên, một bộ phận các thành viên của nó vẫn được tập hợp lại để hình thành nòng cốt cho Hải quân của nước Đức mới. Ở Đông Đức, một lực lượng quân đội được thành lập với sự hỗ trợ của Liên Xô và lực lượng hải quân có tên gọi là Hải quân Nhân dân (Volksmarine). Năm 1956, Tây Đức gia nhập tổ chức NATO, một lực lượng hải quân mới được thành lập và có tên gọi là Hải quân Liên bang (Bundesmarine). Với sự thống nhất của Đức vào năm 1990, lực lượng hải quân Đông Đức và Tây Đức được sáp nhập lại và mang tên gọi Hải quân Đức (Deutsche Marine) cho đến ngày nay.

## Hình ảnh

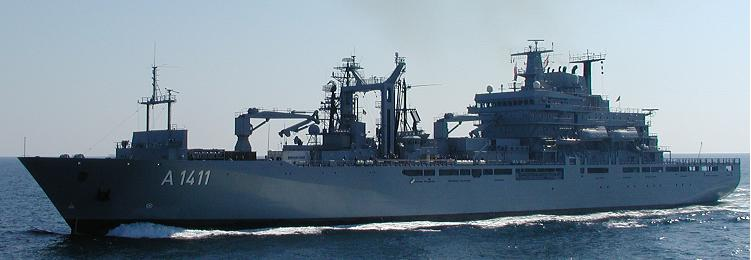
A1411 Berlin
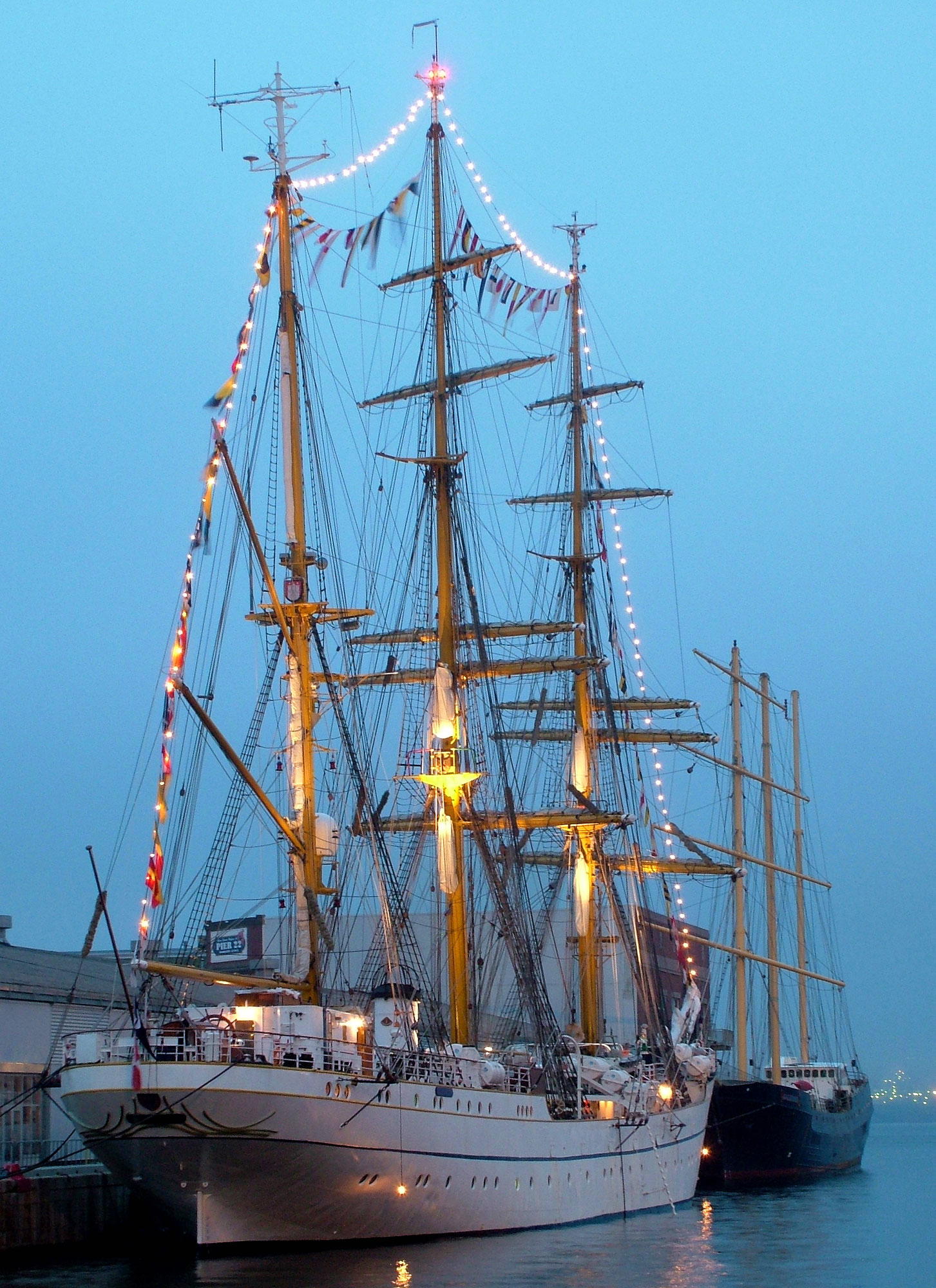
Thuyền buồm Gorch Fock
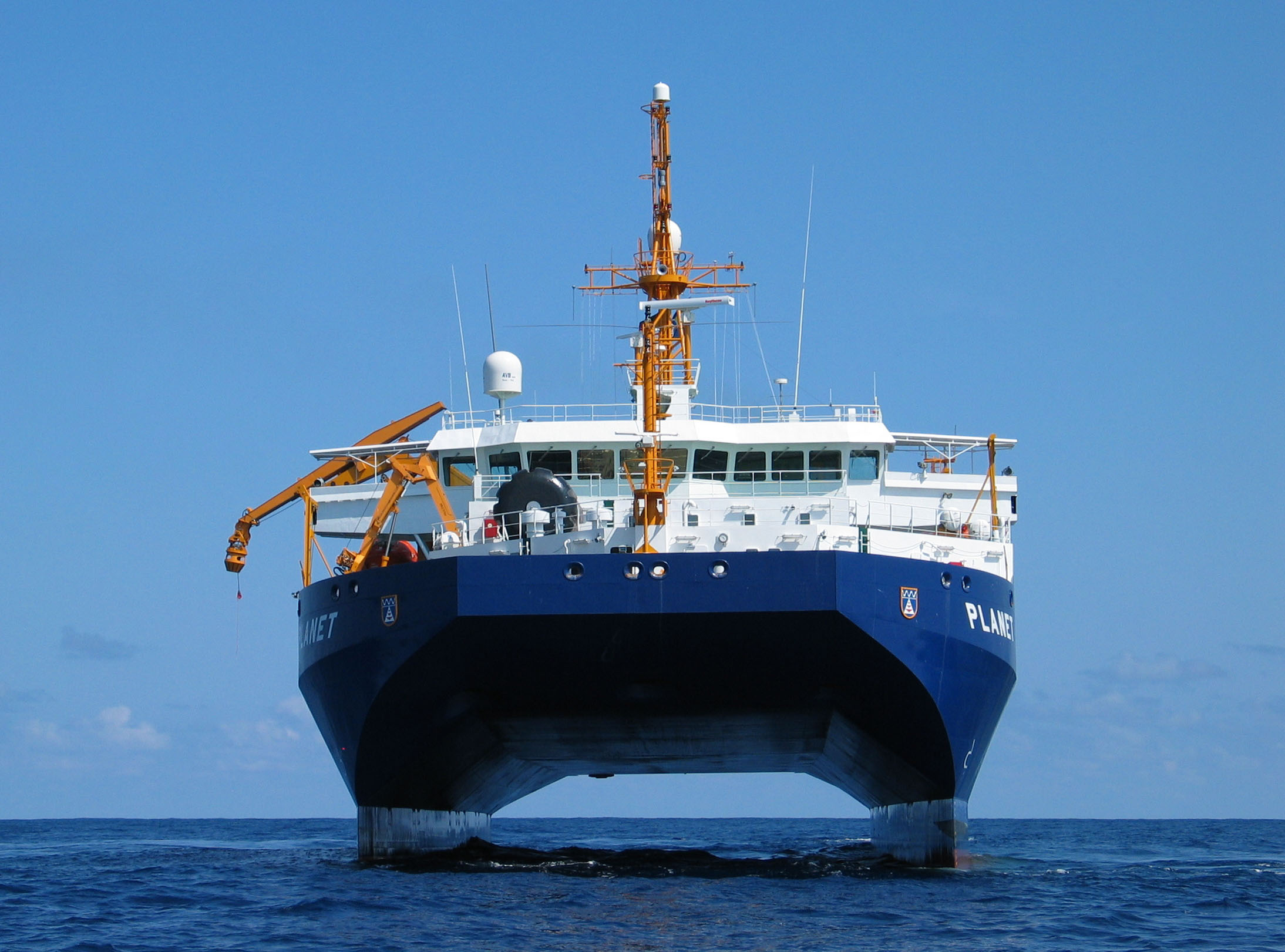
Tàu nghiên cứu Planet
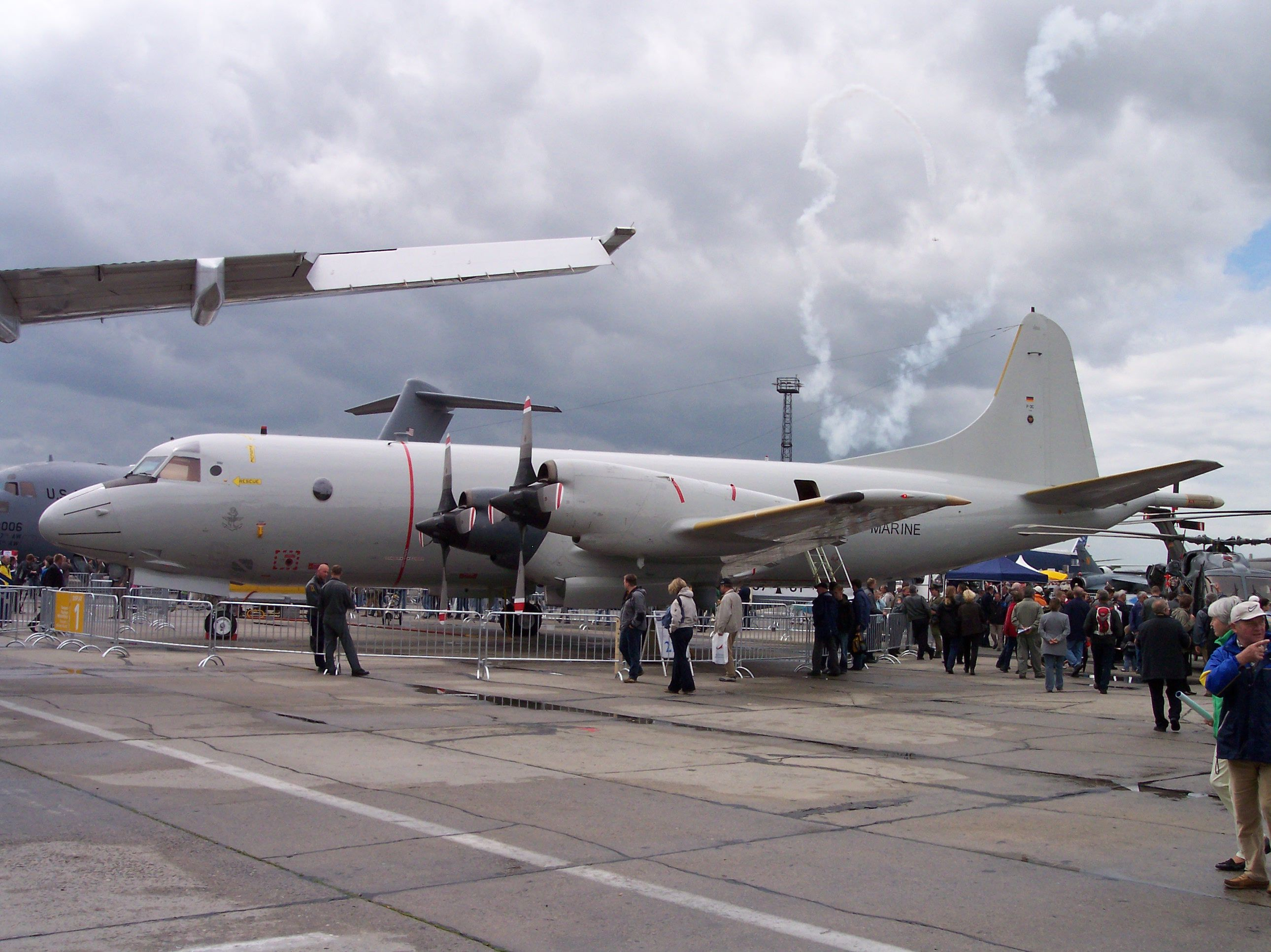
P3-C Orion
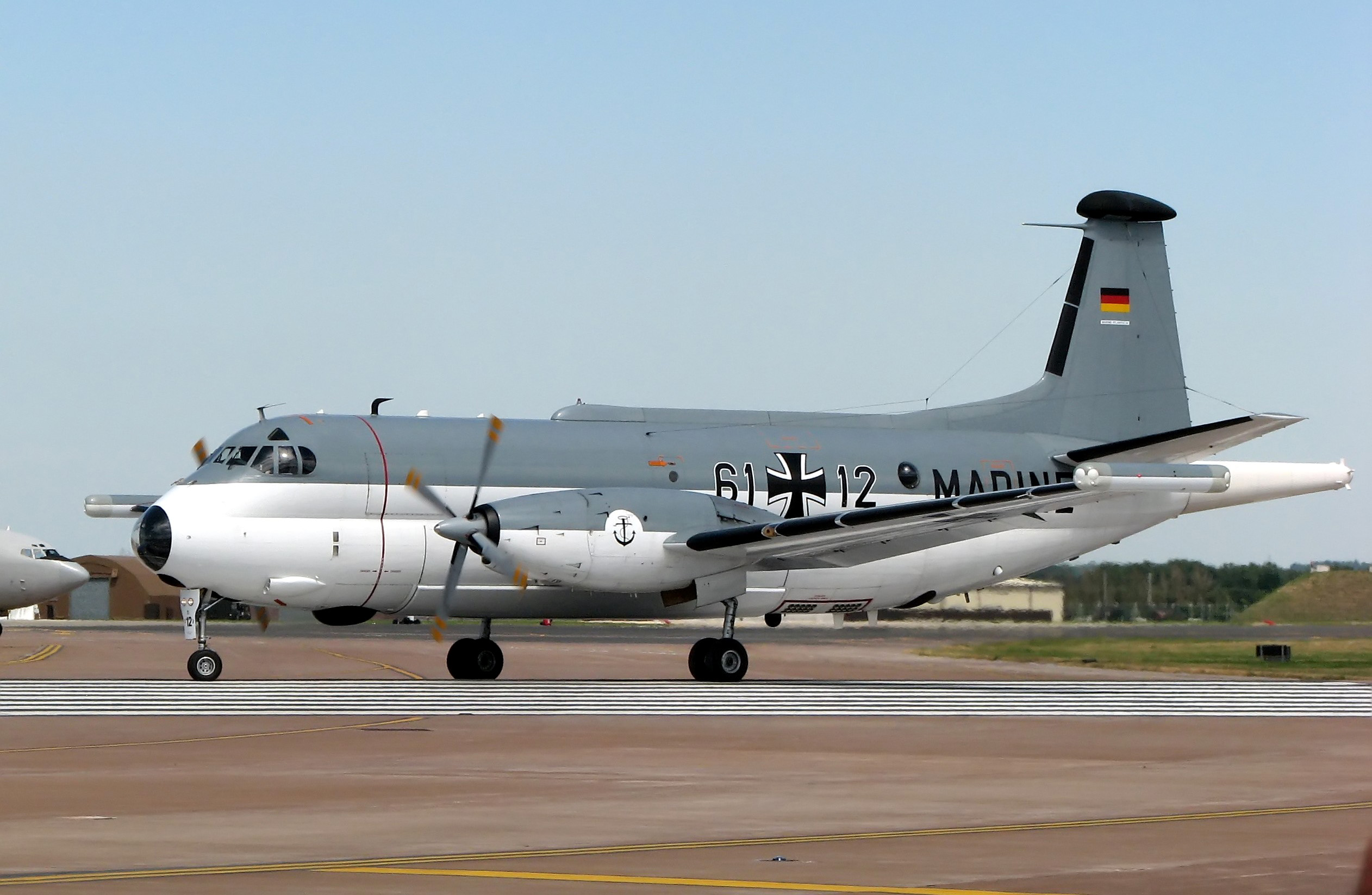
Breguet Atlantic Br.1150
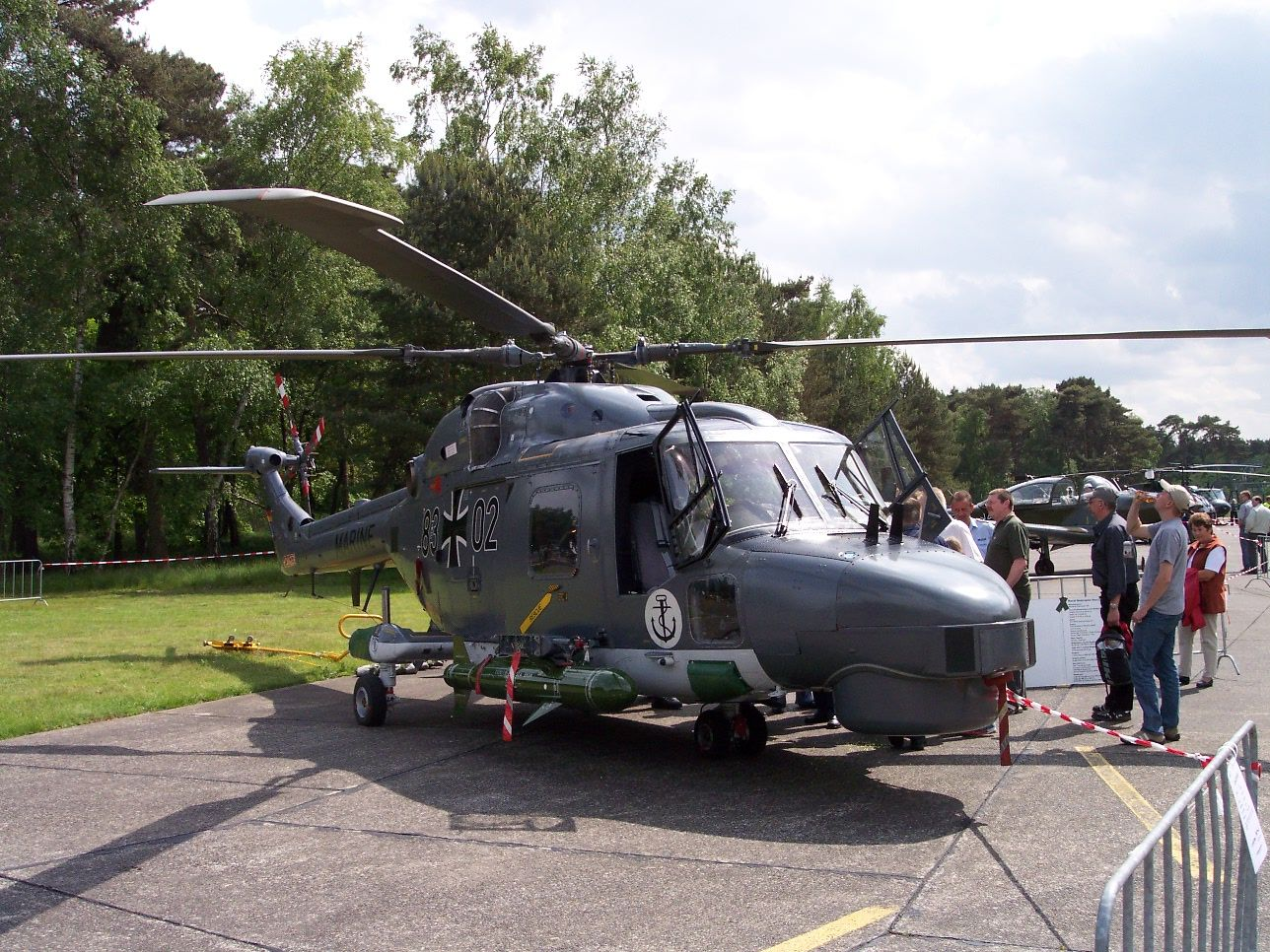
Sea Lynx Mk 88A
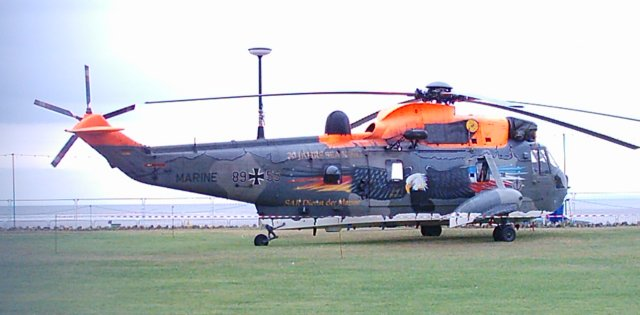
Một chiếc trực thăng Sea King Mk41 từ Phi đội Không quân Hải quân 5 (MFG5) đang trong dịp Kỉ niệm 30 năm trong biên chế Hải quân Đức tại Weston-super-Mare, Anh, năm 2005
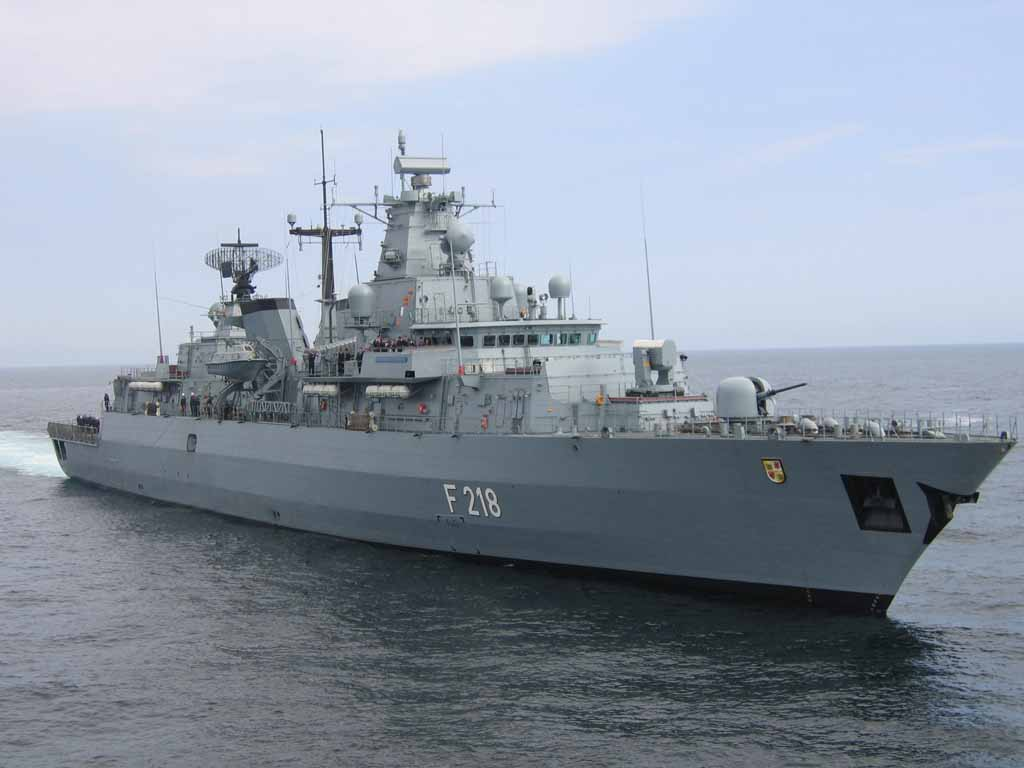
F218 Mecklenburg-Vorpommern
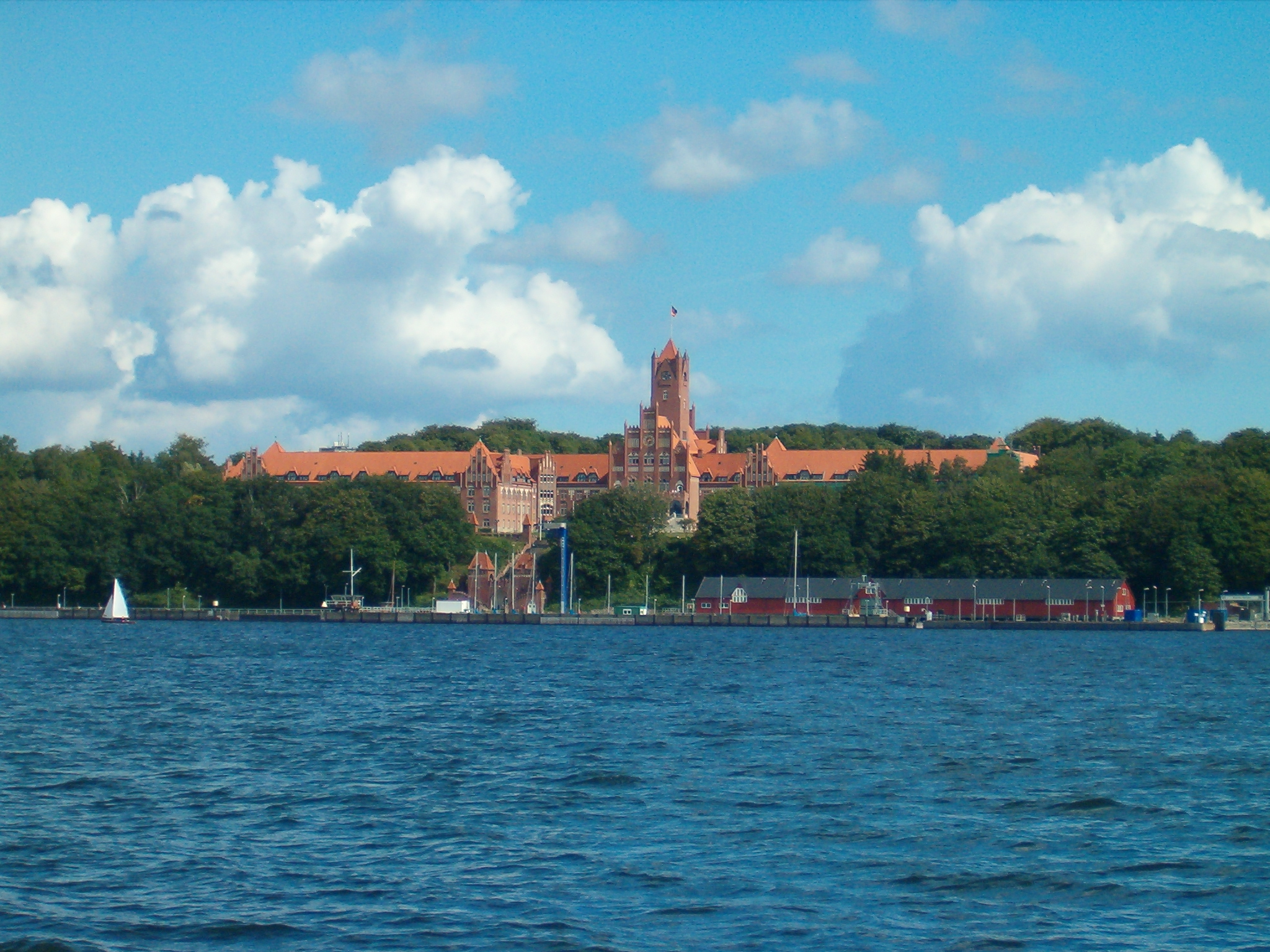
Học viện hải quân Mürwik
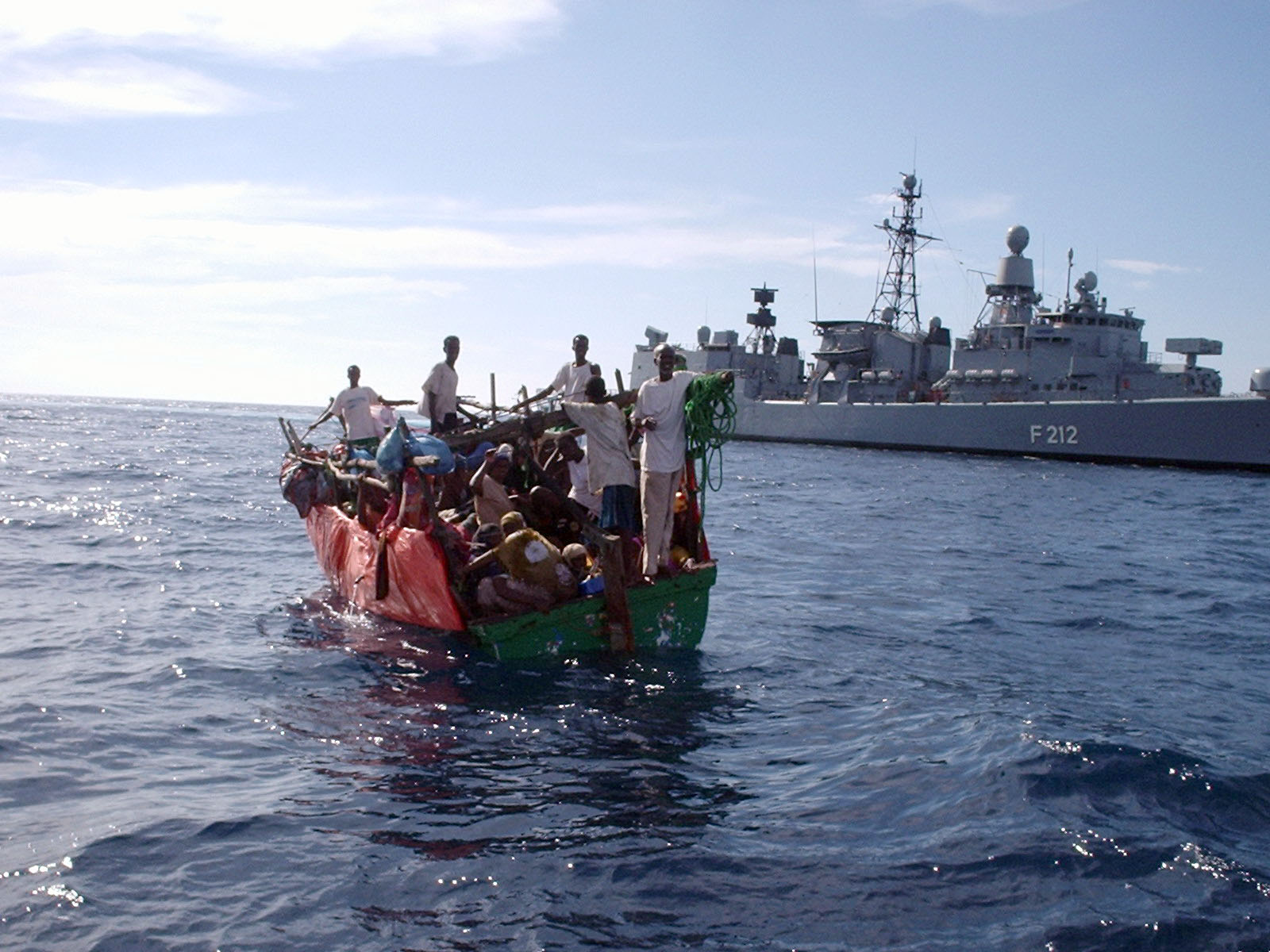
Khinh hạm Đức Karlsruhe cứu người bị đắm ngoài khơi Somalia trong khi tham gia Chiến dịch chống khủng bố quốc tế mang tên "Tự do Bền vững", tháng 4 năm 2005
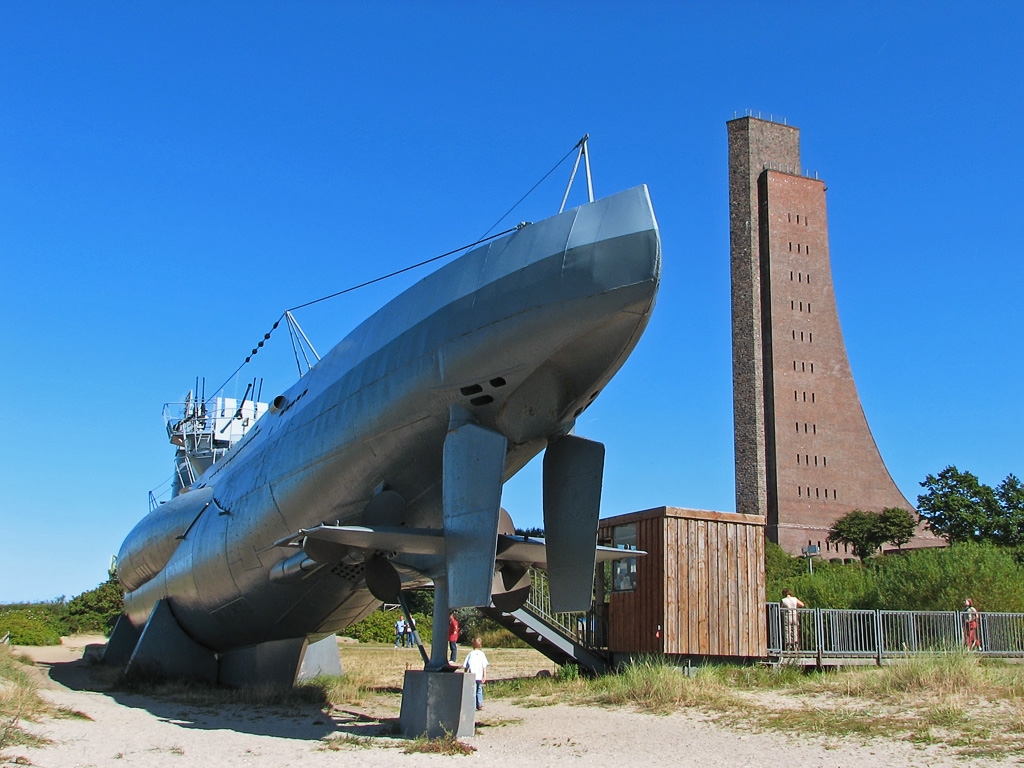
Đài tưởng niệm Hải quân Laboe, nơi tưởng niệm các thủy thủ tử nạn trên biển trong các cuộc chiến tranh thế giới hay trong các chuyến tuần tra làm nhiệm vụ trên biển, với chiếc tàu ngầm U 995 dựng đứng lên làm biểu tượng
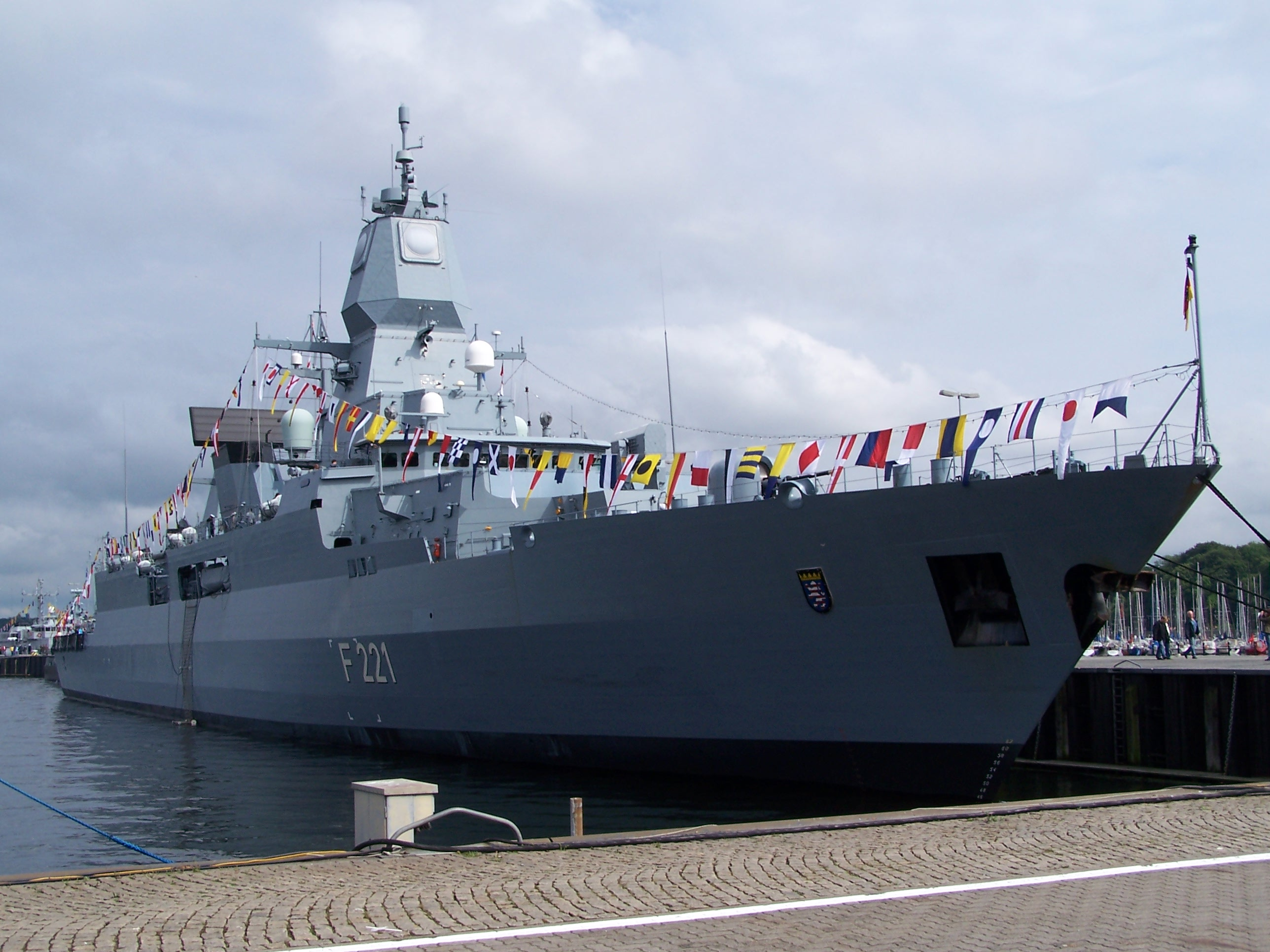
Khinh hạm phòng không hiện đại F221 Hessen, biên chế năm 2006
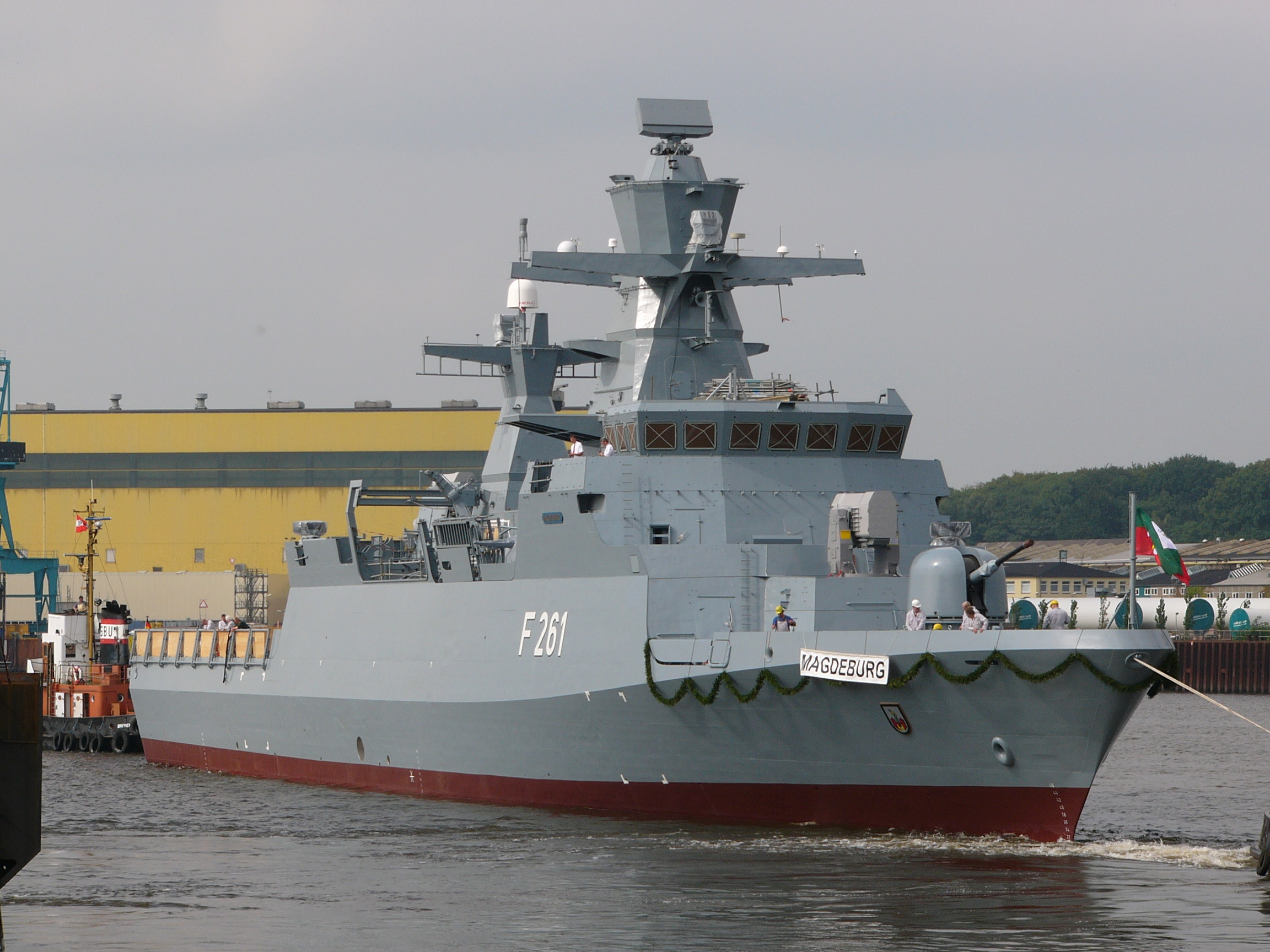
Lớp tàu hộ tống Braunschweig  F 261 Magdeburg
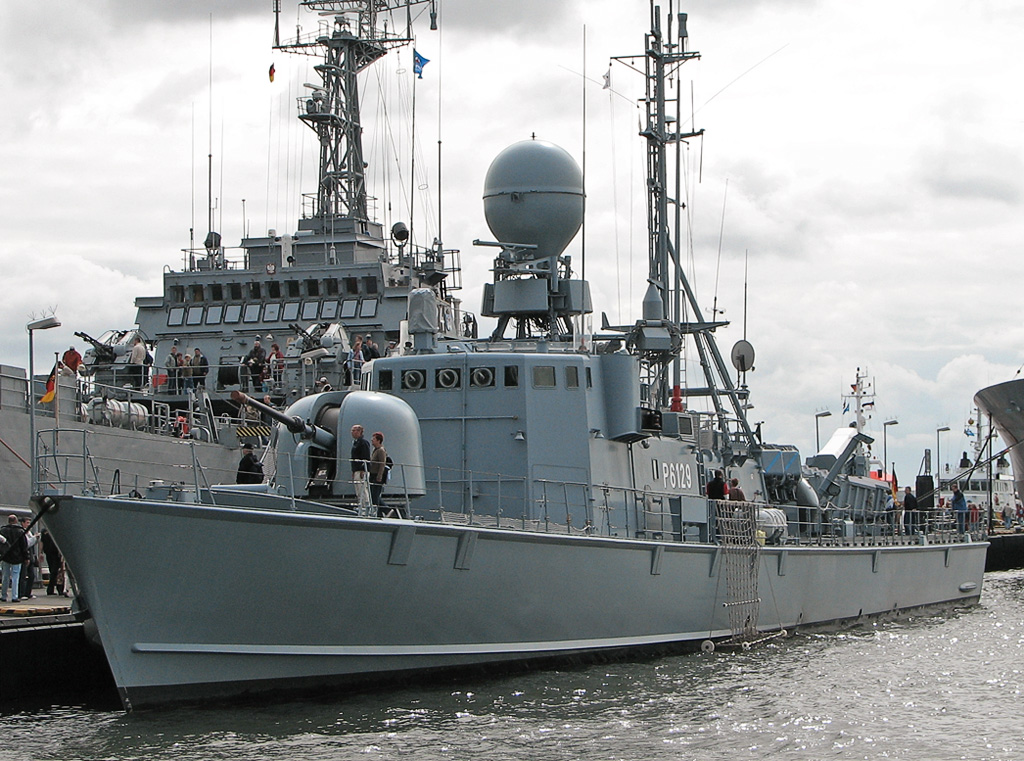
S79 Wiesel - 1 trong số những tàu thuộc lớp tàu tiến công nhanh Gepard
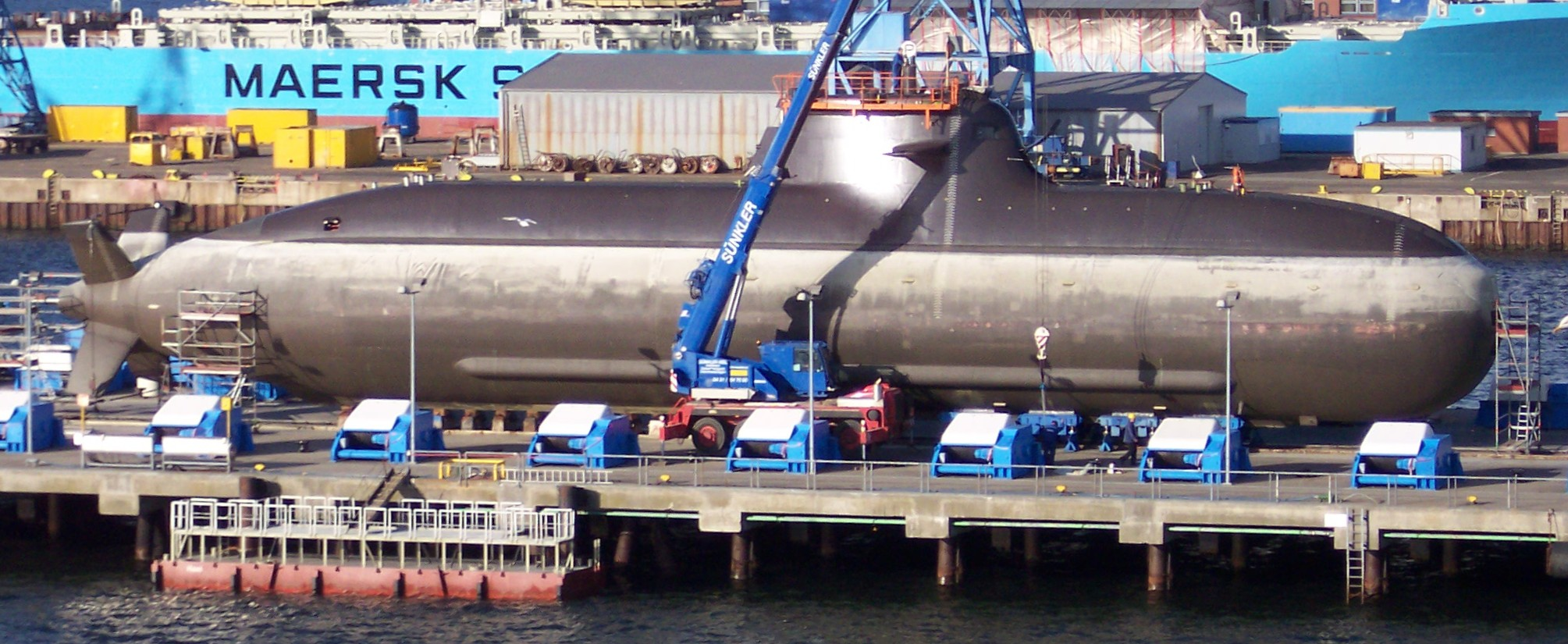
Tàu ngầm Type 212A với động cơ đẩy độc lập, biên chế năm 2005

### Liên kế ngoài
- Official Website of German Navy in English
- Die Flotte 2006 - official fleet listing and presentation in German and English
- Uniforms Lưu trữ ngày 27 tháng 12 năm 2008 tại Wayback Machine